# Epidendrum ferrugineum
Epidendrum ferrugineum är en orkidéart som beskrevs av Hipólito Ruiz López och Pav.. Epidendrum ferrugineum ingår i släktet Epidendrum och familjen orkidéer. Inga underarter finns listade i Catalogue of Life.